# Otis (geslacht)
Otis is een monotypisch geslacht van vogels uit de familie van de trappen (Otididae). De enige soort is:
- Otis tarda – Grote trap